# کبوترخانه امیرفرهنگی
کبوترخانهٔ امیرفرهنگی یک کبوترخانه مربوط به اواخر دورهٔ قاجار است که در بناب، خیابان شهید باهنر واقع شده است. این اثر در تاریخ ۷ خرداد ۱۳۸۷ با شمارهٔ ثبت ۲۲۸۴۳ به‌عنوان یکی از آثار ملی ایران به ثبت رسیده‌است.
این بنا از سه طبقه تشکیل شده‌است که طبقهٔ بالایی به‌عنوان نگهبانی، طبقهٔ وسط برای نگهداری کبوتر و طبقهٔ پایین به‌عنوان خانه‌باغ مورد استفاده قرار می‌گرفت. این مکان در جنگ جهانی دوم توسط هواپیماهای جنگی روس به گمان این‌که یک برج دیدبانی برای پاسگاه نظامی است مورد هدف قرار گرفت ولی آسیب جدی به آن وارد نشد. این بنا اکنون در وضعیت تخریبی قرار گرفته و اگر مورد مرمت قرار نگیرد به کلی نابود خواهد شد. 
با توجه به یادنوشته‌های روی دیوار این بنا، قدمت آن ۱۱۲ سال تخمین زده می‌شود (سال ۱۲۸۰ ه‍.ش). این بنا اولین بار توسط عباسعلی امیرفرهنگی در سال ۱۳۴۲ ه‍.ش مورد مرمت و بازسازی قرار گرفت و نیز در سال ۱۳۹۰ به درخواست وراث امیرفرهنگی ادارهٔ میراث فرهنگی اقدام به بازسازی اثر کرد و به همت عباسعلی امیرفرهنگی و ادارهٔ میراث فرهنگی این خانه‌باغ پابرجاست و سالانه بازدیدکنندگان زیادی از این اثر بازدید می‌کنند.